# D.Table
D.Table株式会社（ディーテーブル、D.Table Inc.）は、Googleの技術活用に特化したコンサルティングサービスを提供する日本の企業である。

## 概要
デジタル・アドバタイジング・コンソーシアム株式会社（以下 DAC）と、吉積ホールディングス株式会社との合弁会社として、「D.Table 株式会社」（以下 D.Table）を設立。設立は2020年2月28日、事業開始は2020年4月1日。
企業コンセプトは、「Everything on One Table（すべてを一つのテーブルの上で）」。
D.Tableは、デジタルマーケティングに特化した、広告と分析の統合型プラットフォームであるGoogle マーケティング プラットフォーム（Google Marketing Platform, GMP）と、Google のインフラがクラウド上で提供され大規模データの解析や機械学習などに強みを持つ Google Cloud（Google Cloud Platform, GCP）を総合的にコンサルティングするとしている。

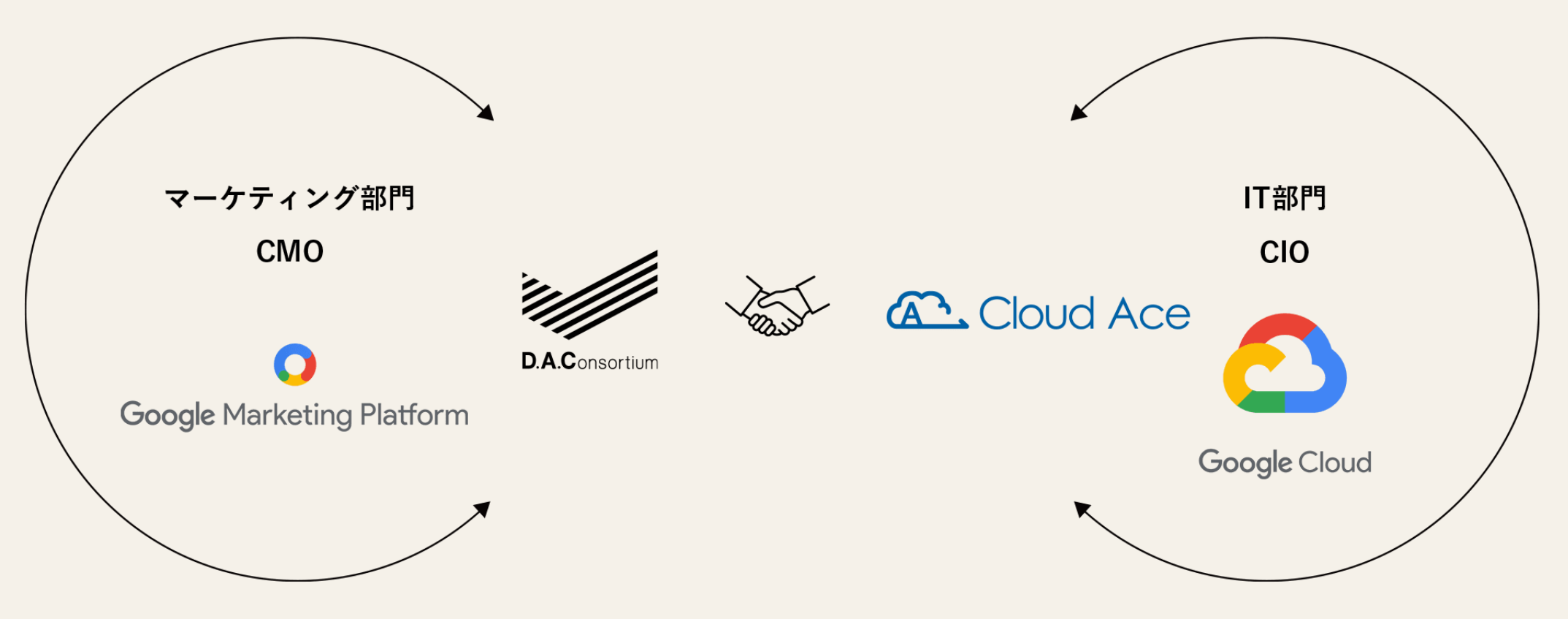
D.TableはDACとCloudAceの互いの強みを活かし設立

Google Cloud Platformの導入件数日本No1のクラウドエース社と、Google Marketing Platformでの豊富な経験を持つDACの互いの強みを活かし、Googleプラットフォームにおける顧客データ分析のための環境構築からマーケティング活用までを一気通貫で行うことで、デジタルマーケティングに関連する部門の壁を飛び越えたサービスを提供するとしている。

## 沿革
- 2020年
  - 2月28日 - D.Table株式会社を設立
  - 4月1日 - 事業を開始

## 事業内容
- Google の技術活用に特化したコンサルティング事業
- データ統合/システム構築（CDP構築）
- デジタルマーケティング支援
- データ解析業務
- 企業のデータ利活用の支援